# Административно-территориальное деление Юго-Осетинской автономной области
В 1926 году Юго-Осетинская автономная область включала 14 районов и город Сталинир, с 1940 по 1989 — 4 района и город Цхинвали (с 1940 до 1961 г. — Сталинир).

## История

### 1922—1940
В административно-территориальном отношении образованная в 1922 году Юго-Осетинская автономная область первоначально делилась на 14 районов и 1 город областного подчинения (1926) (в скобках — райцентр, главное село района):
1. Андоретский район (райцентр — современное осетинское село Андорет, крайний юго-восток современного Цхинвальского района), по переписи 1926 года из 9398 жителей: осетин — 90,7 %, грузин — 8,9 %
2. Ахалгорский (с 1934 г. — Ленингорский) район (современный посёлок Ленингор, Ксанское ущелье, Ленингорский район), по переписи 1926 года из 7820 жителей: грузин — 52,0 %, осетин — 41,4 %, армян — 6,4 %
3. Белотский район (грузинское село Белот, северо-восток современного Цхинвальского района), по переписи 1926 года из 2469 жителей: осетин — 68,9 %, грузин — 30,9 %
4. Джавский район (современный посёлок Дзау, Дзауский район), по переписи 1926 года из 4444 жителей: осетин — 99,4 %
5. Кемултинский район (современное осетинское село Кемулта, к северо-западу от Дзау, Дзауский район), по переписи 1926 года из 2702 жителей: осетин — 99,9 %
6. Корнисский район (современное осетинское село Корнис, Знаурский район), по переписи 1926 года из 4999 жителей: осетин — 97,8 %, грузин — 2,1 %
7. Кударский район (город Квайса, Кударское ущелье, Дзауский район), по переписи 1926 года из 5503 жителей: осетин — 93,3 %, грузин — 6,5 %
8. Лехурский район (современное осетинское село Цхилон, Лехурское ущелье, средний юго-запад Ленингорского района), по переписи 1926 года из 6443 жителей: осетин — 94,1 %, грузин — 5,7 %
9. Монастерский район (современное осетинское село Монастер, крайний восток Ленингорского района), по переписи 1926 года из 6487 жителей: грузин — 64,6 %, осетин — 35,3 %
10. Оконский район (грузино-осетинское село Окона к югу от Знаура, Знаурский район), по переписи 1926 года из 7394 жителей: осетин — 65,4 %, грузин — 34,1 %
11. Ортевский район (современное осетинское село Ортеу, средняя часть современного Цхинвальского района, к северо-востоку от Цхинвала), по переписи 1926 года из 6071 жителей: осетин — 82,1 %, грузин — 17,7 %
12. Рокский район (село Верхний Рок (Рук) к югу от Рокского тоннеля, северо-восток современного Дзауского района), по переписи 1926 года из 3007 жителей: осетин — 99,9 %
13. Цунарский район (современное осетинское село Хетагурово (Цунар), крайний юго-запад современного Цхинвальского района), по переписи 1926 года из 5732 жителей: осетин — 78,4 %, грузин — 21,1 %
14. Цхинвальский район (сёла к северу и востоку от Цхинвала), по переписи 1926 года из 9008 жителей: грузин — 67,9 %, осетин — 32,6 %
15. город Цхинвали (по переписи 1926 года из 5 818 жителей города: грузин — 33,0 %, евреев — 30,4 %, осетин — 19,8 %, армян — 14,2 %, русских — 2,0 %)

Этнический состав (районов — в приблизительно современных границах) по переписи 1926 года:
| Район              | всего | осетины | %       | грузины | %       | евреи | %       | армяне | %       | русские | %      |
| ------------------ | ----- | ------- | ------- | ------- | ------- | ----- | ------- | ------ | ------- | ------- | ------ |
| Южная Осетия       | 87375 | 60351   | 69,07 % | 23538   | 26,94 % | 1739  | 1,99 %  | 1374   | 1,57 %  | 157     | 0,18 % |
| Цхинвал            | 5818  | 1152    | 19,80 % | 1920    | 33,00 % | 1739  | 29,89 % | 827    | 14,21 % | 114     | 1,96 % |
| Ленингорский район | 20750 | 11558   | 55,70 % | 8627    | 41,58 % | —     | —       | 511    | 2,46 %  | 9       | 0,04 % |
| Цхинвальский район | 32678 | 22643   | 69,29 % | 9997    | 30,59 % | —     | —       | 20     | 0,06 %  | 16      | 0,05 % |
| Знаурский район    | 12393 | 9726    | 78,48 % | 2626    | 21,19 % | —     | —       | 13     | 0,10 %  | 10      | 0,08 % |
| Дзауский район     | 15656 | 15258   | 97,46 % | 368     | 2,35 %  | —     | —       | 3      | 0,02 %  | 8       | 0,05 % |

### 1940—1990
1 мая 1940 административное деление Юго-Осетинской автономной области приняло вид, соответствующий современному административно-территориальному делению Республики Южная Осетия: 4 района и 1 город областного (в настоящий момент в Республике Южная Осетия — республиканского) подчинения), но под другими наименованиями. Так, город Цхинвал в 1936—1961 годах назывался Сталинир, а Цхинвальский район — Сталинирским. Посёлок Знаур назывался Знаур-Кау, а Дзау — Джава.
В 1960 году Ленингори, а в 1961 году — Джава получили статус посёлка городского типа. В 1962 году был упразднён и в 1965 году вновь восстановлен Цхинвальский район.

Этнический состав районов по переписи 1939 года
| Район              | всего  | осетины | %       | грузины | %       | евреи | %       | армяне | %      | русские | %      |
| ------------------ | ------ | ------- | ------- | ------- | ------- | ----- | ------- | ------ | ------ | ------- | ------ |
| ЮОАО               | 106118 | 72266   | 68,10 % | 27525   | 25,94 % | 1979  | 1,86 %  | 1537   | 1,45 % | 2111    | 1,99 % |
| Сталинир           | 13810  | 6122    | 44,33 % | 3433    | 24,86 % | 1943  | 14,07 % | 826    | 5,98 % | 1158    | 8,39 % |
| Ленингорский район | 22725  | 13016   | 57,28 % | 8823    | 38,83 % | 14    | 0,06 %  | 634    | 2,79 % | 212     | 0,93 % |
| Сталинирский район | 30693  | 20280   | 66,07 % | 10036   | 32,70 % | 14    | 0,05 %  | 52     | 0,17 % | 198     | 0,65 % |
| Знаурский район    | 18782  | 13899   | 74,00 % | 4559    | 24,27 % | 2     | 0,01 %  | 15     | 0,08 % | 169     | 0,90 % |
| Джавский район     | 20108  | 18949   | 94,24 % | 674     | 3,35 %  | 3     | 0,01 %  | 10     | 0,05 % | 320     | 1,59 % |

Население и этнический состав районов Южной Осетии по переписи 1989 г.:
| Район              | Числен- ность, всего | осетины | %      | грузины | %      | русские | %     | армяне | %     | евреи | %     | Центр     | Числен- ность |
| ------------------ | -------------------- | ------- | ------ | ------- | ------ | ------- | ----- | ------ | ----- | ----- | ----- | --------- | ------------- |
| Джавский район     | 10418                | 9530    | 91,5 % | 601     | 5,8 %  | 99      | 1,0 % | 28     | 0,3 % | -     | 0,0 % | Джава     | 1524          |
| Знаурский район    | 10189                | 6455    | 63,4 % | 3619    | 35,5 % | 47      | 0,5 % | 22     | 0,2 % | 1     | 0,1 % | Знаури    | 755           |
| Ленингорский район | 12073                | 5340    | 44,2 % | 6493    | 53,8 % | 50      | 0,4 % | 155    | 1,3 % | -     | 0,0 % | Ленингори | 2791          |
| Цхинвальский район | 23514                | 12370   | 52,6 % | 10926   | 46,5 % | 96      | 0,4 % | 45     | 0,2 % | -     | 0,0 % | Цхинвали  |               |
| Цхинвали           | 42333                | 31537   | 74,5 % | 6905    | 16,3 % | 1836    | 4,3 % | 734    | 1,7 % | 395   | 0,9 % | Цхинвали  | 42300         |
| всего ЮОАО         | 98527                | 65223   | 66,2 % | 28544   | 29,0 % | 2128    | 2,2 % | 984    | 1,0 % | 396   | 0,4 % | Цхинвали  | 42300         |